# St Hugh's College, Oxford

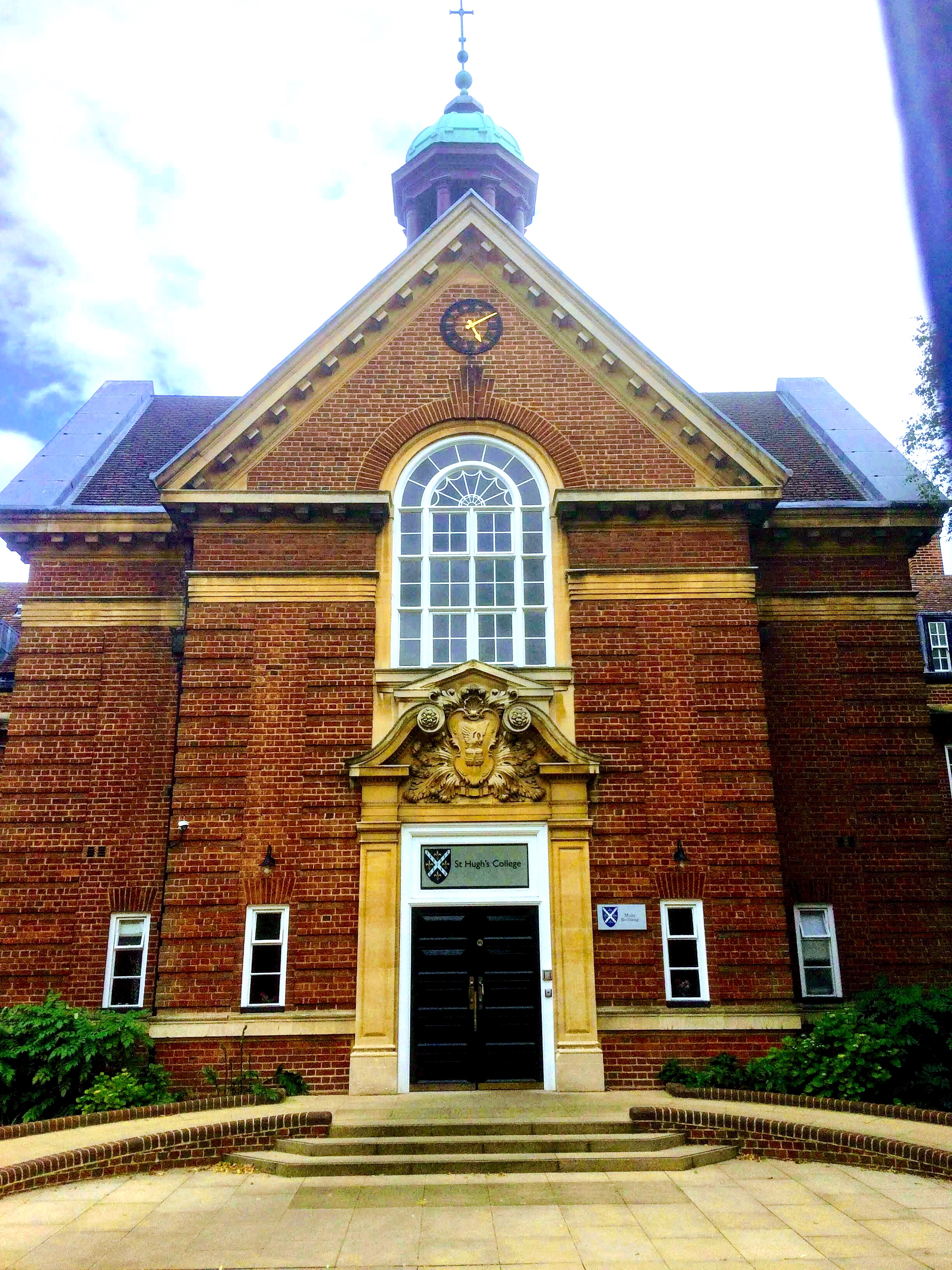
Intrarea principală

St Hugh's College (colegiul sfântului Hugo) este unul dintre colegiile constitutive ale Universității din Oxford. Colegiul este situat pe un teren de 14,5 acri (5,9 ha) în partea de nord a orașului. Colegiul a fost fondat în 1886 de către Elizabeth Wordsworth ca un colegiu exclusiv pentru fete, primii studenți de sex masculin fiind acceptați abia în 1986, când colegiul și-a sărbătorit centenarul.   

## Istoric
St Hugh's College a fost fondat în anul 1886 de către Elizabeth Wordsworth (nepoata celebrului poet William Wordsworth ) pentru a ajuta un numărul cât mai mare de fete pentru care taxe percepute de universitățile din Oxford și Cambridge erau peste posibilitațile lor financiare. Folosind banii lăsați de tatăl ei, fost episcop de Lincoln, ea a înființat acest colegiu și l-a numit astfel după unul dintre predecesorii tatălui ei din secolul al XIII-lea, Hugh of Avalon (Hugo din Avalon), sfânt originar din Franța, canonizat în 1220. 